# Тюменське вище військово-інженерне командне училище
Тюменське вище військово-інженерне командне училище імені маршала інженерних військ О. І. Прошлякова — вищий навчальний заклад Збройних сил Російської Федерації.

## Історія
Тюменське військово-інженерне училище було сформовано 22 червня 1957 року на базі Тюменського військово-піхотного училища. 31 січня 1968 року на підставі наказу Міністра оборони СРСР училище було перетворено на Тюменське вище військово-інженерне командне училище.
16 квітня 1974 року училищу надано ім'я маршала інженерних військ Олексія Івановича Прошлякова.
29 серпня 1998 року Тюменське вище військово-інженерне командне училище приєднали до Тюменського військово-інженерного університету, утворивши з училища його філію. Майже через шість років, 9 липня 2004 року на базі філії Тюменського військово-інженерного університету створено державну освітню установу вищої професійної освіти «Тюменське вище військово-інженерне командне училище» Міністерства оборони Російської Федерації.
11 листопада 2009 року училище реорганізовано в Тюменський військовий інститут інженерних військ (філію) федерального державного військового освітнього закладу вищої професійної освіти «Військова академія військ радіаційного, хімічного і біологічного захисту та інженерних військ імені Маршала Радянського Союзу С. К. Тимошенка» Міністерства оборони Російської Федерації.
Відповідно до наказу Міністра оборони Російської Федерації від 23 березня 2012 року № 610 училище реорганізовано в Тюменську філію Військового навчально-наукового центру сухопутних військ «Загальновійськова академія Збройних сил Російської Федерації».
Розпорядженням російського уряду училище з 1 вересня 2013 року перепідпорядковано начальнику інженерних військ Збройних сил Російської Федерації з поверненням історично сформованого найменування «Тюменське вище військово-інженерне командне училище імені маршала інженерних військ О. І. Прошлякова».

## Нагороди і відзнаки
- Червоний прапор з написом «Тюменське військово-інженерне училище» (25 березня 1959);
- Вимпел Міністра оборони Російської Федерації «за мужність, військову доблесть і високий бойовий вишкіл, виявлені під час виконання завдань Міністра оборони Російської Федерації з підготовки висококваліфікованих кадрів для Збройних сил Російської Федерації та у зв'язку з 50-річчям від дня заснування» (21 червня 2007);
- Грамота президента Російської Федерації та бойовий прапор військової частини Збройних сил Російської Федерації (22 червня 2007);
- Орден Кутузова (1 вересня 2022[3]).

## Відомі випускники
- Майдан Іван Григорович
- Мальков Микола Іванович